# Родионова, Нина Алексеевна
Нина Алексеевна Родио́нова (1924—2011) — советская актриса театра и кино. Лауреат Сталинской премии второй степени (1947).

## Биография
Н. А. Родионова родилась 30 июня 1924 года в Рузаевке (ныне Республика Мордовия). В 1945 году окончила театральную студию Молотовского ДТ. В 1945—1985 годах актриса ЛДТ имени Ленинского комсомола. Муж — актёр Юрий Сергеевич Добровольский (1919—1948). Сын — актёр Юрий Юрьевич Добровольский (р.1947). Н. А. Родионова умерла 25 июля 2011 года. Похоронена в Санкт-Петербурге на Южном кладбище.

## Творчество

### Роли в театре
- 1946 — «Сказка о правде» М. И. Алигер — Зоя Космодемьянская

### Фильмография
- 1954 — Зелёный дол — жена Харитона Семёновича
- 1956 — Пролог — большевичка Варвара

## Награды и премии
- Сталинская премия второй степени (1947) — за исполнение роли Зои Космодемьянской в спектакле «Сказка о правде» М. И. Алигер[1].